# 닐 코너리
닐 코너리(Neil Connery, 본명: 닐 니렌 코너리, 본명 영어: Neil Niren Connery, 1938년 12월 16일 ~ 2021년 5월 9일)은 영국의 배우, 영화배우이다. 007 시리즈의 1대 제임스 본드 숀 코너리의 남동생이다.

## 츌연 작품

### 영화
- 최가박당 3 - 여황밀령 (1984년)
- 오케이 코네리 (1967년) - 닐 코너리 박사 역